# Rym żeński
Rym żeński – rym polegający na zgodności brzmienia samogłosek przedostatniej i ostatniej sylaby (minimum półtorej sylaby od końca); towarzyszy mu akcent paroksytoniczny (przypadający na przedostatnią sylabę wyrazu).
Uśmiechnęła się. Popatrzyła.

Spał jak ciemna w polu mogiła.

Julian Tuwim, Z wierszy o Małgorzacie

oraz:
wo da - u ro da, 

sza fa - ży ra fa, 

za gro da - na gro da.
W wersyfikacji polskiej rym żeński zdecydowanie góruje nad męskim. W epoce staropolskiej (XVI–XVIII wiek) panował niemal niepodzielnie. Rym żeński jest też typowy dla wersyfikacji włoskiej:
Voi ch’ascoltate in rime sparse il suono

di quei sospiri ond’io nudriva ’l core

in sul mio primo giovenile errore

quand’era in parte altr’uom da quel ch’i’ sono,

del vario stile in ch’io piango et ragiono

fra le vane speranze e ’l van dolore,

ove sia chi per prova intenda amore,

spero trovar pietà, nonché perdono.

Ma ben veggio or sì come al popol tutto

favola fui gran tempo, onde sovente

di me medesmo meco mi vergogno;

et del mio vaneggiar vergogna è ’l frutto,

e ’l pentersi, e ’l conoscer chiaramente

che quanto piace al mondo è breve sogno.

(Francesco Petrarca, Sonet I).